# Paulina Pi de la Serra i Joly
Paulina Pi de la Serra i Joly (Terrassa, Vallès Occidental, 1906 - 22 de març de 1991), fou una política i activista cultural catalana.
Nascuda en una família acomodada, intel·lectual, conservadora i catalanista, amb poc més de vint anys va començar la seva activitat política. Fou presidenta aleshores de la secció femenina de la Lliga a Terrassa i obtingué una beca d'estudis per anar a l'Escola de la Societat de les Nacions a Ginebra.
Amb l'esclat de la Guerra Civil, s'exilia a París, on coneix intel·lectuals, pintors, artistes i polítics, Va convertir-se en una oradora molt popular. Va fer diverses feines (entre les quals professora i traductora); a partir del 1937 col·laborà amb Cambó com a secretaria particular, i fou interrogada per la Gestapo. El 1945 va tornar a Terrassa per fer companyia al seu pare, que estava malalt.
Paulina Pi de la Serra va treballar com a professora de català, francès i altres disciplines. Va escriure per a diaris, va participar en programes de ràdio (Ràdio Terrassa) i va pronunciar nombroses conferències, convertint-se en un referent cultural de la resistència antifranquista. El 1963 va impulsar la constitució d'un centre de la Unesco de Terrassa. Els anys 50 i 60 es va convertir en referent i mentora d'escriptors com Feliu Formosa, Marta Pessarrodona i Vicenç Villatoro, del pintor Marc Molins o el cineasta Toni Padrós i fou ben respectada per Salvador Espriu o Gabriel Ferrater. També va encoratjar el seu nebot Quico Pi de la Serra a convertir-se en cantautor.
L'any 2018 es publicà Història d’Emma, un recull de quatre relats situats en l'ambient culte i cosmopolita, també classista, en el qual l'autora es va moure, que només s'havien editat el 1982 en una edició ja introbable.

## Vida personal
Paulina Pi de la Serra va tenir una filla secreta amb el diplomàtic Joan Estelrich, tots dos vinculats a la Lliga Regionalista, i ell mà dreta de Cambó: Helena Feliu Pi de la Serra, que l'any 2012 va publicar la novel·la Pecat original, en què destapava la relació dels seus pares i la seva història. L'Helena va néixer a Lausana, Suïssa, durant un viatge que Paulina va tapar amb una beca, i es va criar a casa d'un matrimoni de Gràcia.
Paulina Pi de la Serra havia estat casada des dels divuit anys amb Carles Feliu Oller, que aviat va marxar cap a Mèxic per motius de feina i ja no tornà. D'ell va rebre el cognom la filla de Paulina, tot i que no n'era el pare. Carles Oller moriria d'accident poc després de néixer Helena Pi de la Serra.

## Reconeixements
L'any 1983 la ciutat de Terrassa li va retre homenatge i se li va concedir la Medalla de plata de la ciutat. El seu retrat, feta per Roc Alabern, figura a la Galeria de Terrassencs il·lustres des del 1992, any que va trencar el monopoli masculí de la galeria (cosa que no s'ha produït de nou d'ençà). L'any 1991 l'Ajuntament aprovà donar el seu nom a una plaça.

## Obres
- L'ambient cultural a Terrassa, 1877-1977 (1978)
- Quatre narracions (1982)
- A Corre-cuita (1983)
- Història d'Emma i altres contes (2018)